# Estelí (departement)

Departementet Estelí i Nicaragua

Estelí är ett departement i den bergiga nordvästra delen av Nicaragua. Departementet täcker en yta av 2 335 km² och har 220 703 invånare (2012). Departementets huvudstad och största stad är Estelí. Estelí gränsar till departementen Chinandega i väster, Madriz i norr, Jinotega i öster samt Matagalpa och León i söder.

## Kommuner

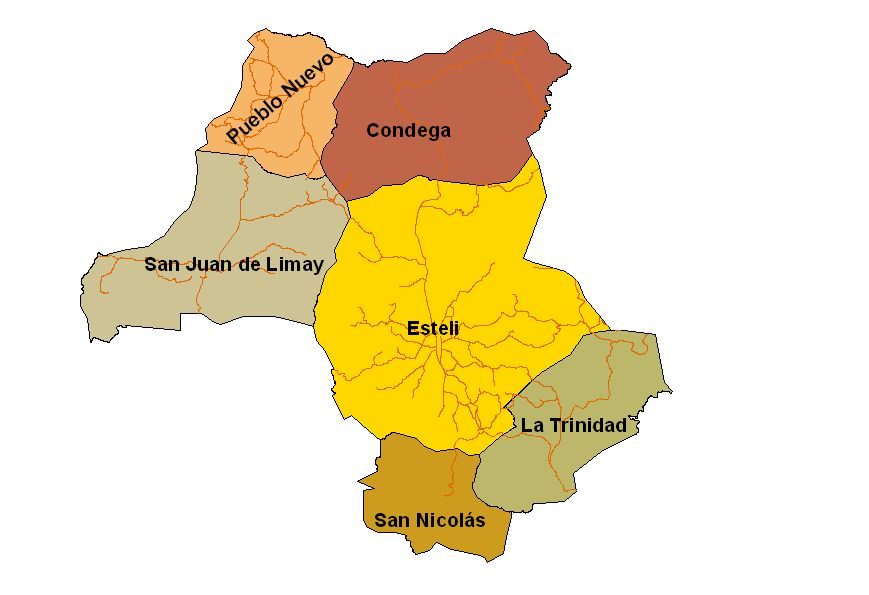
Kommuner i departementet Estelí

Departementet Estelí har sex kommuner (municipios):

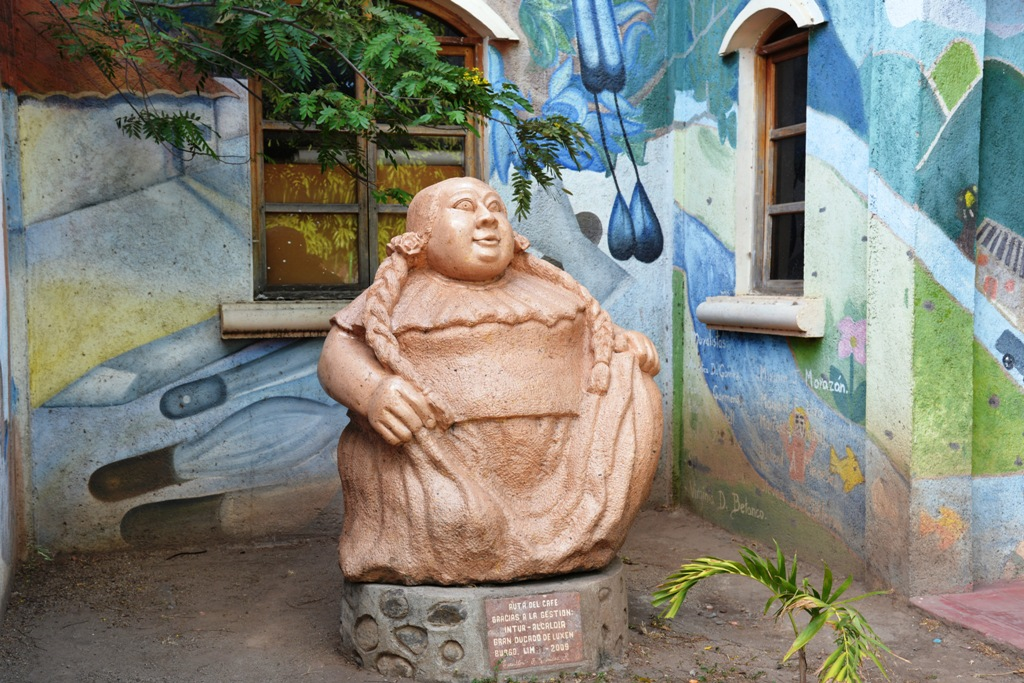
Stenskulptur i San Juan de Limay, Estelí

1. Condega
2. Estelí
3. La Trinidad
4. Pueblo Nuevo
5. San Juan de Limay
6. San Nicolás